# 16.º Troféu HQ Mix
O 16º Troféu HQ Mix, referente aos lançamentos de quadrinhos de 2003, teve seu resultado divulgado em junho de 2004. A premiação ocorreu em 6 de julho. O troféu (que homenageia um autor diferente a cada ano) representava o personagem Garra Cinzenta, vilão brasileiro dos anos 1930, criado por Renato Silva e Francisco Armond. A estatueta foi esculpida pelo artista plástico Olintho Tahara. O prêmio foi apresentado por Serginho Groisman.
Mais de 200 profissionais ligados aos quadrinhos votaram. Pela primeira vez, foi utilizado um sistema de votação online: cada votante recebeu uma identificação com a qual pôde votar e receber seu comprovante por e-mail. Os eleitores foram recrutados pela Associação dos Cartunistas do Brasil e pelo Instituto Memorial das Artes Gráficas do Brasil, organizadores do evento.

## Prêmios eleitos pelos votantes
| Categoria                    | Vencedor                                                                                |
| Desenhista nacional          | Samuel Casal                                                                            |
| Desenhista estrangeiro       | Lorenzo Mattotti                                                                        |
| Roteirista nacional          | André Diniz                                                                             |
| Roteirista estrangeiro       | Alan Moore                                                                              |
| Desenhista revelação         | Daniel Bueno                                                                            |
| Chargista                    | Angeli                                                                                  |
| Caricaturista                | Quinho                                                                                  |
| Cartunista                   | Laerte                                                                                  |
| Ilustrador                   | Samuel Casal                                                                            |
| Ilustrador de livro infantil | Mariana Massarani                                                                       |
| Revista infantil             | Minha Revistinha - Turma do Xaxado (Antonio Cedraz / independente)                      |
| Publicação de clássico       | Zap Comix (Robert Crumb / Conrad)                                                       |
| Publicação de humor          | OPasquim21                                                                              |
| Publicação mix               | Front (vários autores / Via Lettera)                                                    |
| Publicação de terror         | Contos bizarros (vários autores / Editora Abril)                                        |
| Revista de aventura          | 100 Balas (Brian Azzarello e Eduardo Risso / Opera Graphica)                            |
| Publicação de tiras          | Níquel Náusea - nem tudo que balança cai (Fernando Gonsales / Devir)                    |
| Edição especial nacional     | A Moça que Namorou com o Bode (Klévisson Viana / editoras CLUQ, Tupynanquim e Coqueiro) |
| Edição especial estrangeira  | Noites sem fim (Neil Gaiman e vários autores / Conrad)                                  |
| Minissérie                   | Ronin (Frank Miller / editora Opera Graphica)                                           |
| Publicação sobre quadrinhos  | Wizard (editora Panini)                                                                 |
| Publicação independente      | Desventuras de Fráuzio (Marcatti)                                                       |
| Fanzine                      | Xerocs Porcoration (Samuel Casal, Galvão Bertazzi e Artur de Carvalho)                  |
| Projeto gráfico              | Front (vários autores / editora Via Lettera)                                            |
| Álbum de aventura            | Quebra-Queixo - technorama (Marcelo Campos e vários artistas / Devir)                   |
| Álbum infantil               | Little Lit (vários autores / Companhia das Letras)                                      |
| Publicação de charges        | OPasquim21                                                                              |
| Publicação de cartuns        | Sexo é uma coisa suja (Angeli / Devir)                                                  |
| Livro teórico                | Vapt! Vupt! (Álvaro de Moya / Clemente Guarani)                                         |
| Tira nacional                | Níquel Náusea (Fernando Gonsales)                                                       |
| Projeto editorial            | Noites sem fim (Neil Gaiman e vários autores / Conrad)                                  |
| Exposição                    | Mozart Couto (3º Festival Internacional de Quadrinhos de Belo Horizonte)                |
| Evento                       | 3º Festival Internacional de Quadrinhos de Belo Horizonte                               |
| Salão de humor               | 30º Salão de Piracicaba                                                                 |
| Adaptação para outro veículo | X-Men 2 - o filme                                                                       |
| Site de quadrinhos           | Nona Arte                                                                               |
| Site sobre quadrinhos        | Universo HQ                                                                             |
| Blog de artista              | Fábio Moon e Gabriel Bá                                                                 |
| Site de autor                | Vida Besta (Galvão)                                                                     |
| Jornalista                   | Sidney Gusman                                                                           |
| Editora                      | Conrad                                                                                  |

## Prêmios eleitos pela comissão e pelos júris especiais
| Categoria           | Vencedor |
| Grande contribuição | A Comédia Urbana, de Honoré Daumier a Araújo Porto-Alegre (FAAP)                                                                      |
| Grande mestre       | Jô Oliveira |
| Homenagem           | Ziraldo, 50 anos de carreira |
|                     | Revista Balão, 30 anos do lançamento                                                                                                  |
| Pesquisa            | O Tico-Tico: um marco nas histórias em quadrinhos no Brasil (1905-1962) (Maria Cristina Merlo / Mestrado / Universidade de São Paulo) |